# Guardians (jeu vidéo)
Pour les articles homonymes, voir Guardian.
Guardians (ou Denjin Makai II) est un jeu vidéo du type beat them all développé par Winkysoft et édité par Banpresto, sorti sur borne d'arcade en 1995 et distribué exclusivement au Japon.

## Système de jeu
Huit personnages différents sont disponibles, chacun d'eux possédant un panel important de coups spéciaux et de combos. Quelques armes, comme des épées ou des bombes, sont disponibles au cours des cinq niveaux composant le jeu.

## Série
- Denjin Makai (1993)
- Ghost Chaser Densei (1994, Super Nintendo)
- Guardians / Denjin Makai II (1995)